# Kurtia
Kurtia Karasinski – rodzaj grzybów z rzędu szczeciniakowców (Hymenochaetales).

## Systematyka i nazewnictwo
Pozycja w klasyfikacji według Index Fungorum: Incertae sedis, Hymenochaetales, Agaricomycetidae, Agaricomycetes, Agaricomycotina, Basidiomycota, Fungi.
Gatunki:
- Kurtia argillacea (Bres.) Karasiński 2014 – tzw. strzępkoskórka białoochrowa
- Kurtia macedonica (Litsch.) Karasiński 2014
- Kurtia magnargillacea (Boidin & Gilles) Karasiński 2014

Polską nazwę zaproponował Władysław Wojewoda w 2003 r. dla synonimu Hyphodontia argillaceum. Jest niespójna z aktualną nazwą naukową